# Meherpur (zila)
Meherpur is een district (zila) in de divisie Khulna van Bangladesh. Het district telt ongeveer 600.000 inwoners en heeft een oppervlakte van 716 km². De hoofdstad is de stad Meherpur.

## Bestuurlijk
Meherpur is onderverdeeld in 2 upazila (subdistricten), 18 unions, 277 dorpen en 1 gemeente.
Subdistricten: Meherpur Sadar en Gangni